# Petit lac aux Rats
Petit lac aux Rats är en sjö i Kanada.   Den ligger i regionen Saguenay–Lac-Saint-Jean och provinsen Québec, i den östra delen av landet, 600 km nordost om huvudstaden Ottawa. Petit lac aux Rats ligger 481 meter över havet. Arean är 0,97 kvadratkilometer. Den sträcker sig 3,1 kilometer i nord-sydlig riktning, och 1,1 kilometer i öst-västlig riktning.
I omgivningarna runt Petit lac aux Rats växer i huvudsak blandskog. Trakten runt Petit lac aux Rats är nära nog obefolkad, med mindre än två invånare per kvadratkilometer.